# Index Musei Plantarum Cryptogamarum
Index Musei Plantarum Cryptogamarum (abreviado Index Mus. Pl. Crypt.) es un libro con ilustraciones y descripciones botánicas escrito por el entomólogo alemán Friedrich Weber y publicado en Kiel en el año 1803.